# 里卡多·范賴因
里卡多·范赖因（荷蘭語：Ricardo van Rhijn；1991年6月13日—），荷蘭足球運動員，司職右後衛。

## 俱樂部生涯
范赖因在1991年6月13日出生於萊頓，2002年加入阿積士青訓營。2011年9月21日首次為阿積士一隊出場。阿積士與范赖因正式簽訂續約合同。之前的合同將在2012年6月30日到期，新的合同將從2012年7月1日起生效，直至2015年6月30日。

## 外部連結
- worldfootball.net：里卡多·范賴因之統計數據 （英文）
- Voetbal International profile （页面存档备份，存于） （荷蘭語）
- Netherlands U15 stats （页面存档备份，存于） at OnsOranje
- Netherlands U16 stats （页面存档备份，存于） at OnsOranje
- Netherlands U17 stats at OnsOranje
- Netherlands U18 stats （页面存档备份，存于） at OnsOranje
- Netherlands U19 stats （页面存档备份，存于） at OnsOranje
- Netherlands U21 stats （页面存档备份，存于） at OnsOranje